# 콘라트 프라이
콘라트 프라이(독일어: Konrad Frey, 1909년 4월 20일 ~ 1974년 5월 24일)는 독일의 체조 선수이다.
라인란트팔츠주의 바트크로이나흐 출신으로 1936년 하계 올림픽에 참가하여 6개의 메달(금 3, 은 1, 동 2) 획득으로 대회와 개최국의 가장 성공적 선수로 뽑혔다. 미국의 제시 오언스는 4개의 메달을 획득하였으나, 모두 금메달이었다.
그는 3회의 국내 선수권 개인 종합전을 우승(1932, 1935, 1937)하였으며, 전쟁이 끝난 후 교사로 일하였다.

## 같이 보기
- 크리스틴 오토